# Obligations spéciales
En philosophie morale, les obligations spéciales sont des obligations morales dues à certains types de personnes seulement, et non à toute personne humaine en tant que personne. Il s'agit par exemple des obligations que nous avons envers nos parents, nos frères et sœurs ou nos enfants, ou bien envers nos voisins, nos amis, ou nos collègues de travail. Les obligations spéciales correspondent à des relations particulières que nous avons avec certaines personnes, et qui nous créent des devoirs plus forts qu'envers les autres hommes : nous avons par exemple un devoir plus fort de porter assistance à notre propre père plutôt qu'à n'importe quel homme. 
La moralité de sens commun reconnaît beaucoup d'obligations spéciales, mais certaines ont également une valeur juridique : ainsi, chacun estime généralement que des parents ont un devoir moral de nourrir leurs enfants mineurs, mais il s'agit également d'une obligation en droit des obligations. L'obligation de porter assistance à ses frères et sœurs est également reconnue juridiquement en droit français, sous la forme d'une obligation naturelle. 
L'analyse et la justification des obligations spéciales en philosophie morale sont discutées. Suivant un cadre volontariste traditionnel, elles étaient pensées sur le modèle du contrat et justifiées par un engagement explicite ou implicite des personnes à qui elles incombent : l'obligation des parents envers les enfants est par exemple justifiée car ils ont décidé de les mettre au monde et de les élever. Mais cette conception est contestée, par exemple selon une analyse qui justifie les obligations spéciales selon la vulnérabilité de leurs bénéficiaires (c'est notamment la thèse du philosophe américain Robert Goodin dans son ouvrage Protecting the Vulnerables). 